# Emma Aulin
Emma Matilda Aulin, född 3 augusti 1862 i Godegårds församling, död 22 maj 1937 i Jönköping, var en svensk illustratör, tecknare, politiker och kvinnosakskvinna. 
Hon var en av de första kvinnorna som valdes in i stadsfullmäktige i Jönköpings stad 1919, och första ordföranden för den liberala klubben i Jönköping. Hon var också i flera år ordförande för föreningen för kvinnans politiska rösträtt i Jönköping, och var flitigt anlitad som resetalare för föreningen.

## Biografi
Aulin föddes 1862 i Godegård. Hennes far var bruksförvaltaren Henrik Aulin, och hennes mor född Stawenius. Hennes bror, Johan Aulin, var direktör i Norrköping. Hon hade också flera halvsyskon.
Aulin kom till Jönköping för en anställning vid Jönköpings litografiska aktiebolag. Därefter stannade hon i staden och genomförde egna textningsarbeten. Bland annat gjorde hon flera tryck till förmån för den kvinnliga rösträtten. Aulin var under 1900-talets första årtionden aktiv i kampen för kvinnlig rösträtt i Sverige. Hon var med och anordnade namninsamlingar för kvinnosakens skull, och var under flera år ordförande i  Jönköpingsavdelningen av Landsföreningen för kvinnans politiska rösträtt. Hon var också en flitigt anlitad resetalare.
Aulin var tillsammans med Gerda Djurberg och Thyra Schartau de första kvinnorna i Jönköpings stads fullmäktige, då de valdes in 1919. Aulin och Djurberg representerade Frisinnade folkpartiet och Schartau Allmänna valmansförbundet. Hon satt kvar i fullmäktige fram till 1922, och verkade där för kvinnors rättigheter och sociala frågor, men tog även exempelvis en kontroversiell ställning mot alkoholförbud inför folkomröstningen om rusdrycksförbud i Sverige 1922. Aulin bildade den första liberala klubben i Jönköping, och var dess första ordförande.